# 毎田暖乃
毎田 暖乃（まいだ のの、2011年〈平成23年〉9月25日 - ）は、日本の子役。
大阪府出身。ルート所属。

## 略歴
広瀬すずが好きで、2019年度前期に放送されたNHK連続テレビ小説『なつぞら』で楽しそうに演じる広瀬の姿を見て「私もやってみたい」と思い立ち、同年より芸能事務所に所属。同年度後期放送のNHK連続テレビ小説『スカーレット』に、ヒロインの友人・照子（大島優子）の長女・雪子役で出演し、子役として活動を開始した。
2作目の本格的なドラマ出演となった2020年度後期放送のNHK連続テレビ小説『おちょやん』では、約500人が参加したオーディションで喜怒哀楽の豊かな表現力と子役ながら「相手のお芝居を見ながら演じることができる」点が評価を受け、「この子しかいない」とスタッフ全員一致で杉咲花演じるヒロイン・竹井千代の幼少期役に選出。河内弁を駆使しトータス松本演じる父親をアドリブで足蹴にする豪快な芝居と家族を思う繊細な感情表現で存在感を発揮して注目を集め、終盤にはヒロインの姪で養女となる春子役として再登場して脚本の八津弘幸も感心したという2役の巧みな演じ分けで再び注目を浴びた。
2021年7月には『おちょやん』のヒロインのモデル・浪花千栄子がかつて在籍した松竹新喜劇の舞台に初出演する。
2022年1月期放送のTBS系金曜ドラマ『妻、小学生になる』では、2年に渡るオーディションを勝ち抜き、主人公（演 - 堤真一）の亡くなった妻（演 - 石田ゆり子）の魂が体に入った小学生の白石万理華役で出演。このドラマでの演技も高く評価され、ザテレビジョンドラマアカデミー賞 助演女優賞を受賞した。

## 人物
2021年時点では、身長132cm。体重26kg。靴サイズ21cm。
趣味は作画、裁縫、デザイン、野球観戦。ミシンと編み物が趣味と語り、ミシンを使って小物入れなどを作る。広島出身の祖父から影響を受けた父とともに広島カープのファン。好きな選手は鈴木誠也で、「広島戦で始球式をすることが夢」と語る。
特技はダンス、鉄棒、なわとび、デザイン。
好きな教科は体育、国語、算数、理科、社会、道徳で、苦手な教科は音楽。リコーダーとアカペラが苦手だが、ミニ番組『背中あわせのけんか音頭』でメインボーカルを担当した際には歌も踊りも完璧にできるようにと練習して臨んだ。
スティーブン・スピルバーグ監督の『ジュラシック・パーク』シリーズや、続編『ジュラシック・ワールド』シリーズの大ファン。
好きなキャラクターはスヌーピー。
家族構成は両親と兄で、兄の毎田絢斗も同事務所に所属し子役として活動する。ペットは2匹のデグー。名前の「暖乃（のの）」は、産まれた時に丸顔だったことから「のの」の音に「みんなに愛される暖かい人になってほしい」との願いを込めて漢字を当て、両親が名付けた。
将来の夢は女優で、目標としてNHK大河ドラマへの出演とNHK連続テレビ小説のヒロインを掲げる。大好きな女優に広瀬すずの名前を挙げている。1番尊敬していて会ってみたい役者は山﨑賢人、今目指している女優は『おちょやん』で同一人物を演じた朝ドラヒロインである杉咲花。また、デザインや作ることが好きなことからドレスデザイナーを夢の1つとして挙げる。

## 受賞歴
2022年
- 第111回ザテレビジョンドラマアカデミー賞 助演女優賞（『妻、小学生になる。』）

## 出演

### テレビドラマ
- 連続テレビ小説（NHK総合）
  - スカーレット（2019年度後期） - 熊谷雪子 役
  - おちょやん（2020年11月30日 - 12月11日・2021年4月26日 - 5月14日） - 竹井千代（幼少期）/ 水野（竹井）春子 役
  - 虎に翼（2024年8月12日 - 9月6日） - 佐田優未 （11 - 19歳）役[30]
- しかたなかったと言うてはいかんのです（2021年8月13日、NHK総合 / 9月4日、NHK BSプレミアム・BS4K） - 鳥居和枝 役
- ABU子どもドラマ「おかっぱ頭のトメさん」（2021年12月13日、NHK Eテレ） - 主演・フミ 役[31]
- 妻、小学生になる。（2022年1月21日 - 3月25日、TBS） - 白石万理華 役[19]
- あなたのブツが、ここに（2022年8月22日 - 9月29日、NHK総合） - 山崎咲妃 役[32][33]
- 警視庁強行犯係 樋口顕 Season2 第7話（2022年8月26日、テレビ東京） - 松浦美咲 役[34]
- シッコウ!!〜犬と私と執行官〜 第6話（2023年8月15日、テレビ朝日） - 佐久山真琴 役[35]
- スロウトレイン（2025年1月2日、TBS）[36]
- 相続探偵 第2話（2025年2月1日、日本テレビ） - 恵蒜真琴 役[37]
- ゴールドサンセット（2025年2月23日 - 3月30日、WOWOW） - 上村琴音 役[38]

### バラエティー番組
- しゃべくり007（2021年6月7日、日本テレビ）
- 1周回って知らない話＋今夜くらべてみました合体！芸能界の気になる3時間SP（2021年10月6日、日本テレビ）

### テレビ番組
- 背中あわせのけんか音頭（2021年、NHK総合〈関西〉）[39]
- ザ・ドキュメント「のせ川村に恋する人達 〜”日本一人口が少ない村”の夏〜」（2022年10月22日（21日深夜）、関西テレビ（関西ローカル）） - ナレーション[40]

### 舞台
- 松竹新喜劇 夏まつり特別公演「一休さん」（2021年7月10日 - 18日、南座） - 小夜 役[41]
- 星降る街に住む君へ (2025年7月19日 - 21日、近鉄アート館) - あおい 役

### ラジオドラマ
- FMシアター（NHK-FM）
  - 歌をなくした夏[注 1]（2023年8月26日） - 謎の少女 役[42]
  - チカちゃんのオルゴール（2024年1月13日） - 主演・チカ 役[43]
  - 大きな湖の小さな島で（2025年7月19日） - 主演・理沙 役[44]

### CM
- フジ 「フジのランドセル」（2019年 - 2020年）[45]
- フジパン、ロバパン 「本仕込」（2022年）
- 大阪ガス「相談できます」篇（2022年）[46][47]

### ミュージックビデオ
- 秦基博「泣き笑いのエピソード」（2021年）[注 2][48]
- pachae「アイノリユニオン」（2024年）[49]